# Melchor Rodríguez García

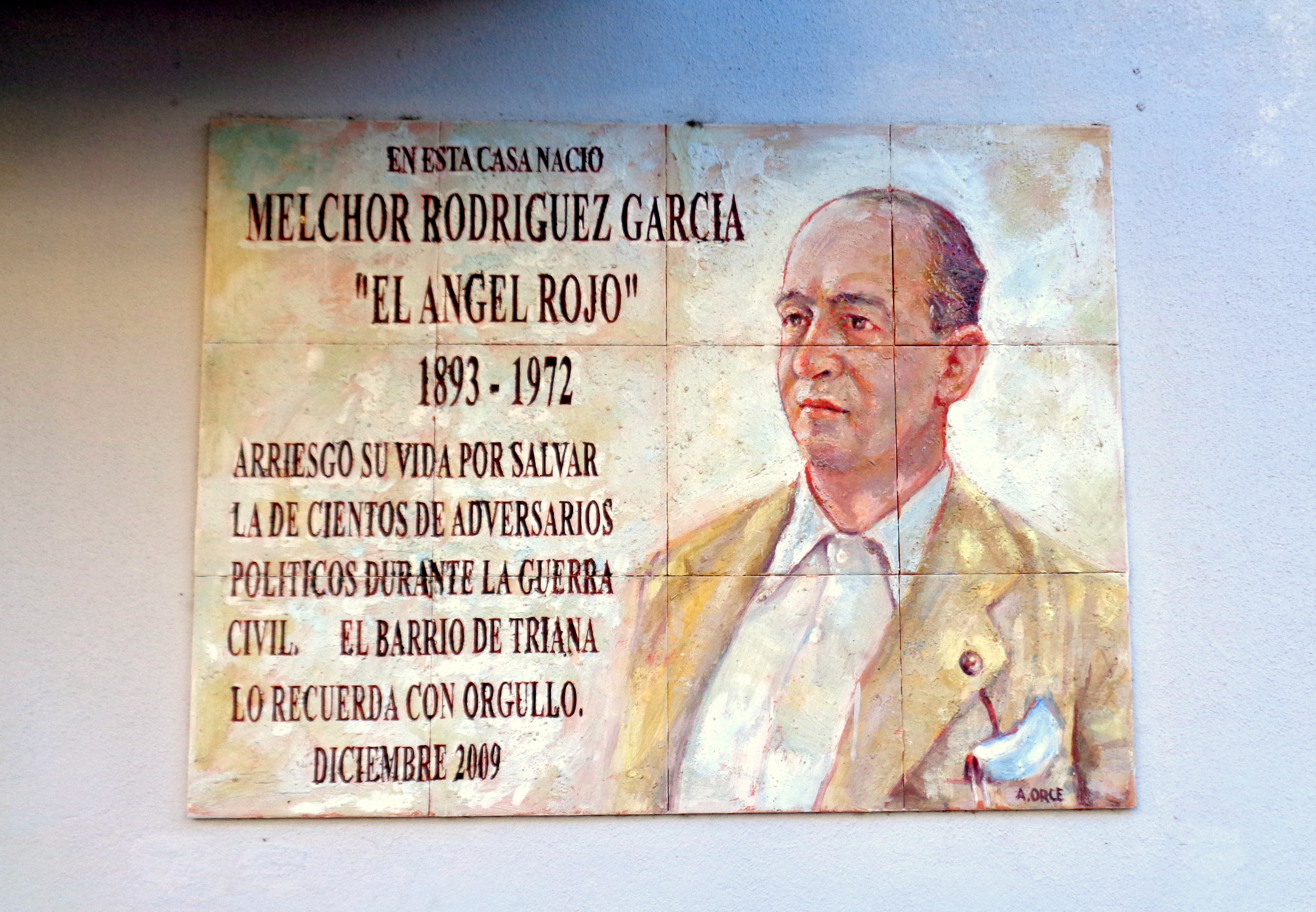
Melchor Rodríguez García. Placa commemorativa a la casa on va néixer.

Melchor Rodríguez García (Sevilla, 1893 – Madrid, 14 de febrer de 1972) també conegut com el Ángel Rojo, fou un sindicalista anarquista espanyol, regidor, delegat de presons i breument alcalde de Madrid, durant la Guerra Civil espanyola.

## Inicis
Restà orfe de pare sent encara un nen, en morir en un accident als molls del Guadalquivir. La seva mare era costurera i cigarrera. Va estudiar en l'escola de l'asil fins a l'edat de tretze anys. A partir de llavors, acuitada la seva família per una pobresa extrema, va començar a treballar de calderer en un taller de Sevilla. Ja en la seva adolescència va intentar fer de torero i va abandonar la seva casa per a recórrer diverses fires amb millor o pitjor sort. El Cossío (l'enciclopèdia taurina per antonomàsia) conté una referència a Melchor Rodríguez, citat com únic destre que va combinar el toreig amb la política. Melchor va torejar a Sanlúcar de Barrameda el 1913, i posteriorment en places cada vegada més importants fins a arribar a la de Madrid. Allí va sofrir una greu agafada a l'agost de 1918, retirant-se el 1920 després d'algunes corregudes a Viso, Salamanca i Sevilla.
Finalitzada la seva aventura taurina es va traslladar a Madrid, on va començar a treballar de xapista cap a 1921. Aviat es va sentir atret pels moviments de lluita obrera de la capital, i es va afiliar a l'Agrupació Anarquista de la Regió Centre immediatament després de la seva fundació (carnet nº 3). Poc després va ser nomenat president del Sindicat de Carrossers, de caràcter anarquista, i va passar a militar en les files de la CNT. Allí va començar la seva lluita en favor dels drets dels reclusos, fins i tot d'aquells d'ideologia contrària a la seva, cosa que li va costar la presó moltes vegades durant la monarquia i la República.

## Guerra civil
En esclatar la Guerra Civil Espanyola de 1936, les organitzacions anarquistes van cooperar amb el govern. El 10 de novembre, Melchor Rodríguez va ser nomenat delegat especial de presons de Madrid. Des d'aquest lloc va intentar detenir les saques de presos de les presons de Madrid (trasllats de grups de reclusos que eren posteriorment afusellats a Paracuellos de Jarama (matances de Paracuellos) i altres llocs propers a la capital), encara que davant diferents pressions i interferències perquè aquestes prosseguissin va dimitir el dia 14. Va reprendre el seu càrrec el dia 4 de desembre després de les protestes del Cos Diplomàtic i del president del Tribunal Suprem, Mariano Gómez.
No obstant això aquesta vegada ho va fer amb poders plenipotenciaris com a Delegat General de Presons, atorgats pel llavors ministre de Justícia del Govern republicà, l'anarquista García Oliver. Solament llavors aconseguí detenir les matances de Paracuellos i la situació de terror de les presons, al preu d'enfrontar-se amb alguns dirigents comunistes que pretenien seguir amb això, i amb gran risc de la seva vida en diverses ocasions segons testimoniatges de nombrosos testimonis presencials. Va tenir doncs la responsabilitat no només de vigilar els règims i prevenir les fugides, sinó també d'evitar les agressions i linxaments de presos que algunes milícies i grups armats van efectuar. En aquests anys, en diverses províncies, es van donar diversos casos de saques i assassinats de presos sospitosos de col·laborar amb el bàndol nacionalista, molts d'ells sense haver estat jutjats. Les principals causes foren :
- El lliurament d'armes, arran de la revolta, a grups molt polititzats i amb poca disciplina.
- La recrudescència de les rivalitats polítiques, ja existents en els anys anteriors, durant el llarg lloc de Madrid que sofria freqüents bombardejos d'objectius civils.
- El coneixement que les tropes rebels també mataven a gent, sense judici previ, en la zona per ells controlada.
- La debilitat del govern republicà en els primers mesos de la guerra que va fer que no es castiguessin degudament aquests assassinats.

Una de les primeres mesures preses per Melchor Rodríguez com a delegat de presons va ser la implantació d'una norma segons la qual quedava prohibida sense la seva autorització personal la sortida de presos de les presons entre les 7 de la tarda i les 7 del matí. Aquesta ordre va suposar en bona part la fi dels passejos nocturns de presoners. L'expressió era un eufemisme de l'època per a denominar als nombrosos assassinats de reclusos que havien estat posats en llibertat poc temps abans, el que solia succeir durant les hores de la nit.

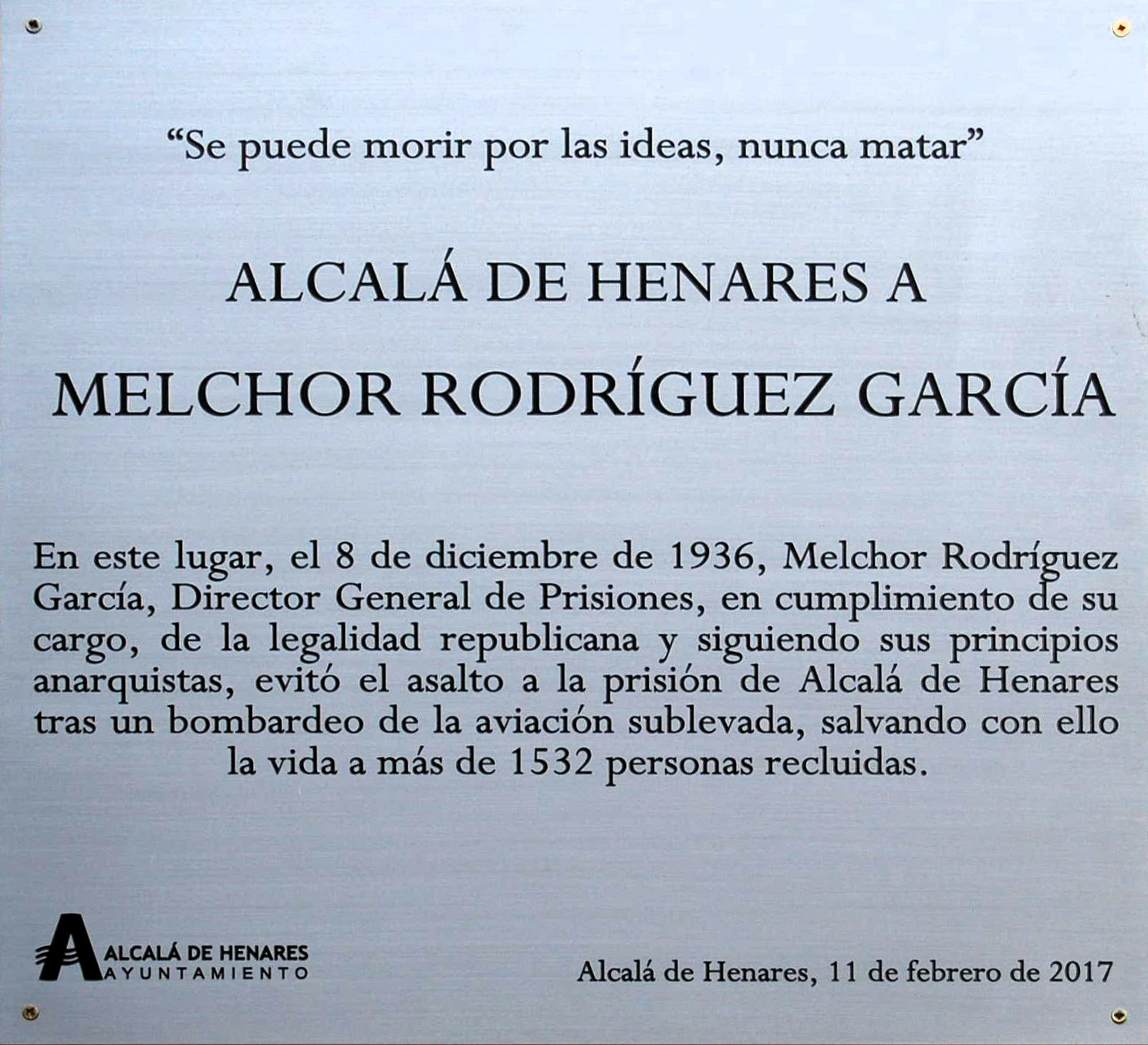
Placa commemorativa de Melchor Rodríguez com a salvador de 1.532 presos a Alcalá de Henares

Una de les actuacions més destacades de Melchor Rodríguez va tenir lloc durant uns disturbis, després que l'Exèrcit franquista bombardegés el camp d'aviació d'Alcalá de Henares. Una concentració de protesta, en la qual participaven milicians armats, va arribar a la presó d'Alcalá de Henares, entrant els capitosts fins al despatx del director, on van exigir l'obertura de cel·les per a linxar a diversos presos. Rodríguez va acudir a la presó i es va enfrontar a la torba, donant fins i tot l'ordre de proporcionar armes als reclusos en cas que els assaltants persistissin en la seva obstinació. En aquesta i altres intervencions similars (p. ex. en la Presó Model de Madrid) va aconseguir impedir personalment vexacions o execucions arbitràries de reclusos, que havien estat pràctica comuna fins a la seva arribada al càrrec. Així va salvar in extremis la vida de moltes persones, algunes de les quals van donar després testimoniatge de l'humanitarisme de Rodríguez García (p. ex. els militars Agustín Muñoz Grandes i Valentín Gallarza, Serrano Súñer -que després formaria part dels governs de Franco-, el Dr. Mariano Gómez Ulla, els germans Rafael, Cayetano, Ramón i Daniel Luca de Tena, el futbolista Ricardo Zamora i els falangistes Rafael Sánchez Mazas, i Raimundo Fernández Cuesta, entre altres). En una altra ocasió, Melchor Rodríguez va denunciar que José Cazorla, conseller d'Ordre Públic de la Junta de Defensa de Madrid mantenia presons privades il·legals, pel que sembla controlades per membres del Partit Comunista. Rodríguez fou també nomenat regidor de Madrid, representant a la Federació Anarquista Ibèrica. Segismundo Casado el va nomenar alcalde de Madrid en els últims dies de la guerra, sent ell l'encarregat de traspassar els poders als franquistes quan es va rendir Madrid, el 28 de març de 1939.

## Postguerra
Quan es va acabar la guerra civil, Melchor Rodríguez va ser detingut, jutjat i condemnat a la pena de sis anys i un dia de presó per les seves activitats anarquistes i la seva actuació en l'administració republicana. Va comptar amb testimoniatges favorables de personalitats de la dreta, particularment el general Muñoz Grandes, que van recordar com havia defensat la vida dels seus rivals polítics i va ser posat en llibertat al cap d'un any i mig.
A la seva mort el 1972 van acudir al sepeli moltes persones d'ideologies enfrontades; anarquistes i falangistes entre d'altres. Es va cantar l'himne anarquista "A las barricadas", transcorrent la cerimònia, malgrat el fet i l'època, sense cap incident.